# Alfredo Gargiullo
Alfredo Gargiullo (Genova, 3 aprile 1906 – Milano, 9 marzo 1928) è stato un velocista italiano.

## Biografia
Nato atleticamente nella S.S.Trionfo Ligure prese parte ai giochi olimpici di Parigi 1924 come membro, insieme a Guido Cominotto, Luigi Facelli ed Ennio Maffiolini, della staffetta 4×400 metri che conquistò la sesta posizione. Nella stessa manifestazione partecipò ai 400 metri piani, superando le batterie e venendo eliminato nei quarti di finale.
Vinse i 400 metri piani ai campionati italiani assoluti sia nel 1924 sia nel 1927. Nel 1927 vinse anche la staffetta 4×400 metri assieme a Giacomo Carlini, Guido Cominotto e Angelo Davoli, come parte del GS Nafta Genova.
Nel 1927 venne invitato a correre le 440 iarde al campionato inglese, classificandosi al secondo posto.
Correva anche su distanze minori. Morì prematuramente a 21 anni per una peritonite e venne sepolto al cimitero monumentale di Staglieno.

## Palmarès
| Anno | Manifestazione  | Sede   | Evento                | Risultato        | Prestazione | Note |
| ---- | --------------- | ------ | --------------------- | ---------------- | ----------- | ---- |
| 1924 | Giochi olimpici | Parigi | 400 metri piani       | quarti di finale | n.d.        |      |
| 1924 | Giochi olimpici | Parigi | Staffetta 4×400 metri | 6º               | 3'28"0      |      |

## Campionati nazionali
- 2 volte campione italiano assoluto nei 400 metri piani (1924 e 1927)
- 1 volta campione italiano assoluto nella staffetta 4×400 metri (1927)

1924
- Oro ai campionati italiani assoluti, 400 m piani - 50"3/5

1927
- Oro ai campionati italiani assoluti, 400 m piani - 49"4/5
- Oro ai campionati italiani assoluti, staffetta 4×400 m - 3'27"0 (con Giacomo Carlini, Guido Cominotto e Giovanni Garaventa)